# Open Your Eyes (Snow Patrol)
Open Your Eyes è un singolo del gruppo musicale scozzese Snow Patrol, pubblicato nel 2007 ed estratto dall'album Eyes Open.

## Tracce
- CD/7"/Download digitale

1. Open Your Eyes – 5:41
2. I Am an Astronaut – 2:42

## Video
Il videoclip della canzone è tratto dal cortometraggio francese Un appuntamento (C'était un rendez-vous) del regista Claude Lelouch. Si tratta della prima occasione in cui Lelouch concede l'autorizzazione a utilizzare le riprese del film.